# King Kong (1933)
King Kong är en amerikansk "pre-code" monster-äventyrsfilm från 1933 i regi av Merian C. Cooper och Ernest B. Schoedsack. I huvudrollerna ses Fay Wray, Bruce Cabot och Robert Armstrong. Filmen hade biopremiär i USA den 7 april 1933.
Filmen om den gigantiska förhistoriska apan Kong är särskilt känd för sin stop motion-animering av Willis O'Brien och banbrytande filmmusik av Max Steiner. Det har gjorts två nyinspelningar av filmen, 1976 och 2005, samt en reboot, Kong: Skull Island 2017.

## Handling
I filmen söker den berömde regissören Carl Denham en ung skådespelare till sin nästa storfilm, och av en slump träffar han på den unga, vackra Ann Darrow då hon försöker stjäla ett äpple i New York. Hon tackar ja till hans erbjudande om att åka till Dödskalleön. Där blir hon kidnappad av urinvånarna. De binder henne utanför den stora muren som skall skydda dem mot jättegorillan Kong. Kong blir förälskad i Ann och tar henne djupt in i öns djungler. Fartygets besättning följer efter honom. I djungeln möter de ett havsmonster och en Stegosaurus. Efter en kamp mot en Tyrannosaurus för att rädda Ann från att bli uppäten, tar King Kong med sig henne till sin grotta.
Bara en person finns kvar av männen som antingen går åt i djungeln eller blir dödade av King Kong, nämligen John 'Jack' Driscoll som är förälskad i Ann. John följer efter och befriar henne. Kong blir rosenrasande och anfaller byn med urinvånare. Regissören som tog med besättningen för att fånga Kong kastar gasbomber och tar med Kong till Manhattan. Där rymmer han, kidnappar Ann och klättrar upp på Empire State Building där han skjuts ned av militären.

## Om filmen
King Kong var i verkligheten en 15–20 cm hög docka med stålskelett och rörliga leder som animerades med hjälp av stop motion av Willis O'Brien.
Efter att ha sett filmen som ung, hade regissören Peter Jackson en dröm att få göra en nyinspelning av filmen. Detta blev verklighet 2004. Även 1976 hade en nyinspelning gjorts.
Kongs rytande gjordes genom att kombinera ett lejon och en tigers rytande, sakta ner inspelningen och spela den baklänges.
Filmen var Adolf Hitlers favoritfilm.
Filmen illustrerar vad människor gör mot det okända, även om det bara finns en individ kvar av det de fruktar. Kong kidnappas från sin ursprungliga värld där han har levt i fred länge, bara för att tas till New York där han snart dödas.

## Rollista i urval
- Fay Wray - Ann Darrow
- Robert Armstrong - Carl Denham
- Bruce Cabot - John 'Jack' Driscoll
- Frank Reicher - Kapten Englehorn
- Sam Hardy - Charles Weston
- Noble Johnson - Skallöns nationsledare
- Steve Clemente - Häxkung
- James Flavin - andre styrman Briggs
- Philip Hannu - Kung Jerome

### Fotnoter
1. ↑  ”King Kong” (på engelska). Box Office Mojo. 7 april 1933. http://www.boxofficemojo.com/movies/?id=kingkong.htm. Läst 19 september 2016.
2. ↑  "King Kong (1933 – Synopsis". IMDb.com. Läst 2012-06-29. (engelska)
3. ↑  Liljegren, Bengt (april 2008). Adolf Hitler. Historiska Media. ISBN 9185507334
4. ↑  "Uppväxt". Bengt Liljegren.  Boston Tea Party. Kanal 5. 27 oktober 2008. Nr. 1, säsong 2. 0,40 minuter in i programmet.